# Torre Heinrich Hertz

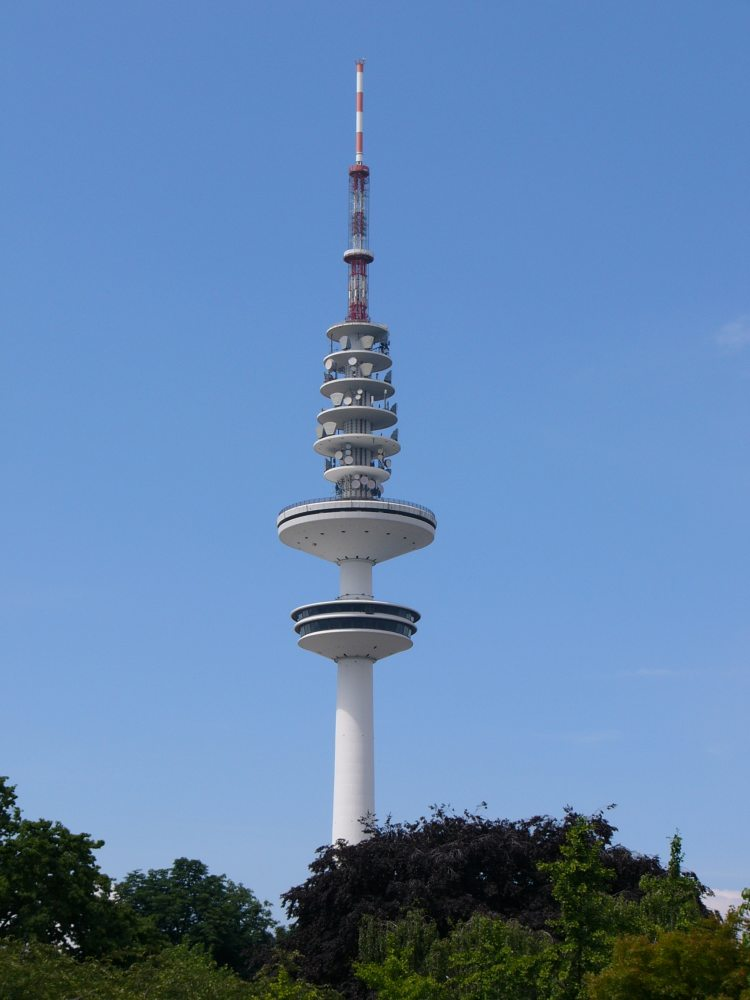
Vista de la Heinrich-Hertz-Turm

La Torre Heinrich Hertz (en alemán: 'Heinrich-Hertz-Turm') fue construida en 1968 en la ciudad de Hamburgo, Alemania. Tiene 279,7 m (918 pies) y es actualmente la 55.ª torre más alta del mundo.